# Богота Гуаймараль
Аэропорт Гуаймараль (исп. Aeropuerto de Guaymaral), (ИАТА: GAA, ИКАО: SKGY) — аэропорт совместного базирования, расположенный в пригороде Боготы, неподалёку от городов Кота и Чиа (департамент Кундинамарка, Колумбия). Порт работает только по правилам визуальных полётов.

## Общие сведения
Помимо военных полётов, аэропорт обслуживает рейсы авиации общего назначения категорий A и B, которые запрещены к обработке в столичном международном аэропорту Эль-Дорадо.
Аэропорт Гуаймараль занимает второе место среди всех аэропортов Колумбии по числу ежедневных взлётов и посадок самолётов, уступая по этому показателю только международному аэропорту Эль-Дорадо.
На территории аэропорта функционируют частные школы обучения пилотов «Aeroandes», «Adevia» и «Aeroclub de Colombia».
В аэропорту Гуаймараль находится основная база подразделения по борьбе с наркотиками Национальной полиции Колумбии со своей группой вертолётной техники UH-60 и Bell 212

## Базирующиеся воздушные суда

### Самолёты
- Cessna 152
- Cessna 172
- Cessna 182
- Cessna 206
- Cessna 208
- Cessna T303
- Piper PA-18
- Piper PA-28
- Piper PA-31
- Piper PA-32
- Piper PA-34
- Cirrus SR-22
- Beechcraft C90
- BN2 Islander
- Aero Commander 500

### Вертолёты
- UH-60M
- Ми-17
- Bell 206
- Bell 212
- Ecureuil AS-350B
- MBB BO-105
- Hughes 500

### Планеры и сверхлёгкие самолёты
- Grob G103 TWIN II
- GROB G102 CLUB ASTIR IIIb
- Acro Sport II